# Banićevac
Banićevac este o arie protejată (sit de importanță comunitară — SCI) din Croația întinsă pe o suprafață de 6,38 ha, integral pe uscat.

## Localizare
Centrul sitului Banićevac este situat la coordonatele 45°20′27″N 17°27′34″E / 45.34071°N 17.459385°E.

## Înființare
Situl Banićevac a fost declarat sit de importanță comunitară în iulie 2013 pentru a proteja 1 specie de plante.

## Biodiversitate
Situată în ecoregiunea continentală, aria protejată nu include niciun habitat protejat.
La baza desemnării sitului se află o specie protejată de  plante: Himantoglossum adriaticum.
Pe lângă speciile protejate, pe teritoriul sitului au mai fost identificate 4 specii de plante.